# Pont Sidney-Lanier
Pour les articles homonymes, voir Lanier.
Le pont Sidney-Lanier (Sidney Lanier Bridge) est un pont routier américain à Brunswick, en Géorgie. Ce pont à haubans ouvert en 2003 franchit la Brunswick River en portant l'U.S. Route 17.
C'est le pont le plus haut et le plus long de Géorgie. Il a remplacé un pont, aussi appelé d'après Sidney Lanier, ouvert en 1956, qui a été heurté le 7 novembre 1972 par le navire SS African Neptune : 10 personnes ont trouvé la mort lors de cet accident.